# 3951 Zichichi
3951 Zichichi eller 1986 CK1 är en asteroid i huvudbältet som upptäcktes den 13 februari 1986 av San Vittore-observatoriet i Bologna. Den är uppkallad efter italienaren Antonino Zichichi.
Asteroiden har en diameter på ungefär 6 kilometer och den tillhör asteroidgruppen Flora.